# Viticoltura in Sudafrica
La viticoltura in Sudafrica vanta una storia che risale al 1659, anno in cui la prima bottiglia venne prodotta a Città del Capo dal suo fondatore e governatore Jan van Riebeeck. L'accesso ai mercati internazionali ha portato a nuovi investimenti nel settore vinicolo sudafricano. La produzione si concentra attorno a Città del Capo e quasi esclusivamente all'interno della Provincia del Capo Occidentale, con importanti centri vitivinicoli e di produzione a Constantia, Paarl, Stellenbosch e Worcester.
Esistono circa 60 denominazioni all'interno del sistema "Wine of Origin" (WO), implementato nel 1973, che prevede una gerarchia di regioni, distretti e zone di produzione designate. I vini WO devono contenere solo uve provenienti dalla specifica area di origine. I vini "Single Vineyard" devono provenire da un'area delimitata inferiore a 6 ettari. Uno "Estate Wine" può provenire da aziende agricole adiacenti se coltivate insieme e il vino viene prodotto in loco. Una "ward" è un'area con un tipo di terreno o un clima distintivo e corrisponde grosso modo a una denominazione europea.

## Storia

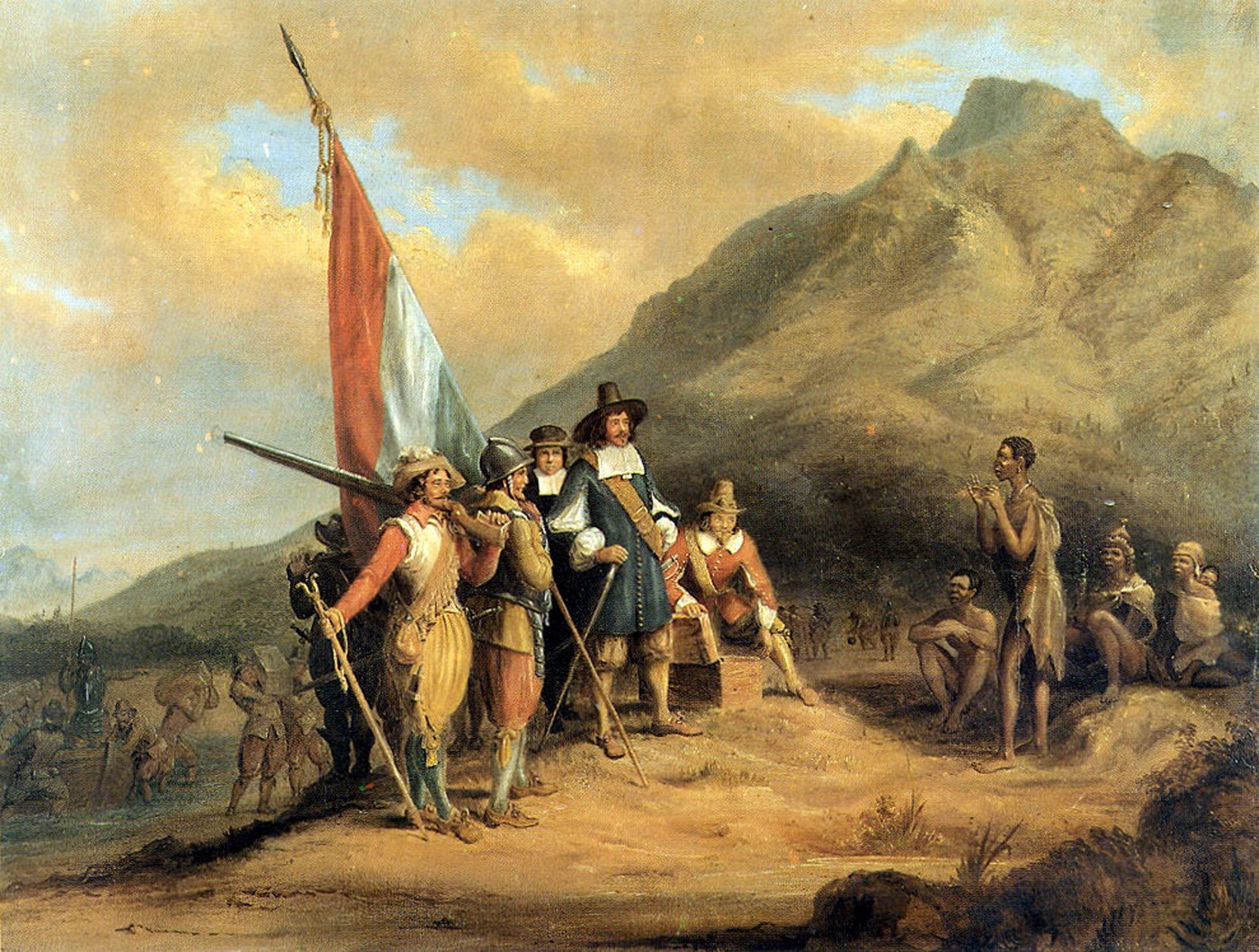
Arrivo di Jan van Riebeeck al Capo, di Charles Bell

Le radici dell'industria vinicola sudafricana risalgono alle esplorazioni della Compagnia Olandese delle Indie Orientali, che stabilì una stazione di rifornimento nell'attuale Città del Capo. A Jan van Riebeeck, un chirurgo olandese, fu assegnato il compito di gestire la stazione e piantare vigneti per produrre vino e uva. Lo scopo era quello di prevenire lo scorbuto tra i marinai durante i loro viaggi lungo la rotta delle spezie verso l'India e l'Oriente. La prima vendemmia avvenne il 2 febbraio 1659 (come annotato nel registro di Van Riebeeck), sette anni dopo lo sbarco nel 1652.
Il successore di Van Riebeeck come governatore del Capo di Buona Speranza, Simon van der Stel, cercò di migliorare la qualità della viticoltura nella regione. Nel 1685 acquistò una vasta tenuta di 750 ettari appena fuori Città del Capo, dando vita alla tenuta vinicola di Constantia. Dopo la morte di Van der Stel, la tenuta cadde in rovina, ma fu ripresa nel 1778 quando venne acquistata da Hendrik Cloete.
Molti coltivatori abbandonarono la produzione di vino, optando invece per piantare frutteti e campi di erba medica per alimentare la fiorente industria delle piume di struzzo. I coltivatori che ripiantarono con viti scelsero varietà ad alta resa come il Cinsaut. All'inizio del 1900, furono ripiantate oltre 80 milioni di viti, creando un vero e proprio "lago di vino". Alcuni produttori versavano il vino invendibile nei fiumi e nei torrenti locali. Lo squilibrio tra domanda e offerta che causava prezzi bassi spinse il governo sudafricano a finanziare la formazione della Koöperatieve Wijnbouwers Vereniging van Zuid-Afrika Bpkt (KWV) nel 1918. Nata come cooperativa, la KWV acquisì rapidamente potere e importanza, stabilendo infine politiche e prezzi per l'intera industria vinicola sudafricana. Per far fronte all'eccesso di vino, la KWV limitò le rese e fissò prezzi minimi che incentivavano la produzione di brandy e vini liquorosi.
Per gran parte del XX secolo, l'industria vinicola sudafricana ricevette un'attenzione internazionale minima. L'isolamento fu aggravato dai boicottaggi dei prodotti sudafricani in segno di protesta contro il sistema di apartheid del Paese. Solo negli anni Novanta, con la fine dell'apartheid e l'apertura del mercato mondiale dell'export, i vini sudafricani iniziarono a vivere una rinascita. Molti produttori in Sudafrica adottarono rapidamente nuove tecnologie vitivinicole ed enologiche. La presenza di enologi stranieri itineranti portò influenze internazionali e l'attenzione verso varietà di fama mondiale come Shiraz, Cabernet Sauvignon e Chardonnay. La riorganizzazione della potente cooperativa KWV in un'azienda privata ha stimolato ulteriori innovazioni e miglioramenti della qualità. I proprietari di vigneti e le cantine che in precedenza si erano affidati alla struttura di fissazione dei prezzi che acquistava l'eccedente di uva per la distillazione, furono costretti a diventare più competitivi concentrandosi sulla produzione di vini di qualità. Nel 1990, meno del 30% di tutta l'uva raccolta era utilizzata per la produzione di vino destinato al mercato dei consumatori, con il restante 70% destinato alla distillazione di brandy, alla vendita come uva da tavola e succo, o scartato. Entro il 2003, i numeri si erano invertiti, con oltre il 70% dell'uva raccolta quell'anno che raggiungeva il mercato dei consumatori come vino.
Nel 21º secolo, l'attenzione si è spostata sul crescente gruppo di viticoltori neri in Sudafrica. Diversi imprenditori neri, i cui antenati avevano subito il sistema di apartheid, hanno raggiunto un ruolo di primo piano nella produzione vinicola, come Ntsiki Biyela e Paul Siguqa.

## Clima e geografia

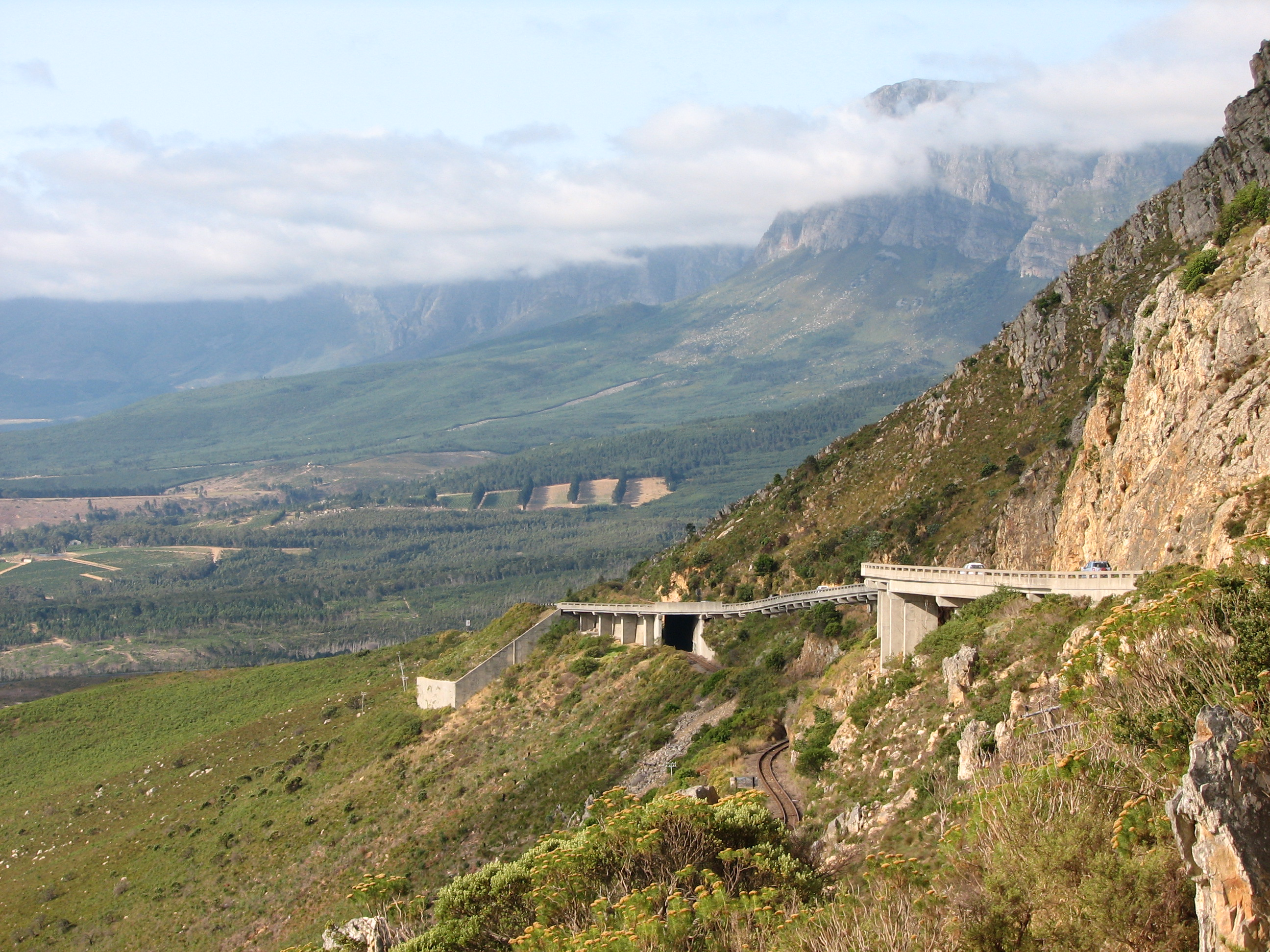
Le montagne dell'entroterra che fanno parte della Cape Fold Belt influenzano notevolmente i diversi macroclimi e terroir delle regioni vinicole sudafricane.

Il Sudafrica si trova all'estremità del continente africano, con la maggior parte delle regioni vinicole situate vicino alle influenze costiere dell'Oceano Atlantico e dell'Oceano Indiano. Queste regioni hanno un clima prevalentemente mediterraneo, caratterizzato da intensa luce solare e caldo secco. Gli inverni tendono ad essere freddi e piovosi, con potenziali nevicate alle quote più elevate. Il rischio di gelate primaverili è raro e la maggior parte delle zone vinicole registra una stagione calda di crescita tra novembre e aprile. La maggior parte delle precipitazioni annuali si verifica nei mesi invernali e varia dai 250 millimetri nella regione semi-desertica di Klein Karoo ai 1.500 millimetri vicino alle montagne di Worcester. Le regioni più vicine alla costa, o al riparo da catene montuose interne come Drakenstein, Hottentots Holland e Langeberg, ricevono più pioggia rispetto alle zone interne. In molte regioni vinicole sudafricane l'irrigazione è essenziale per la viticoltura.
La corrente del Benguela proveniente dall'Antartide porta aria fresca al largo della costa meridionale dell'Atlantico, consentendo alle temperature medie della zona di essere più basse rispetto a regioni con latitudini comparabili. Una forte corrente di vento, nota come Cape Doctor, porta venti di burrasca nelle regioni vinicole del Capo, con il vantaggio di limitare il rischio di varie malattie fungine dell'uva e di temperare l'umidità, ma può anche danneggiare le viti non protette.
Durante i mesi di raccolta di febbraio e marzo, la temperatura media giornaliera in molte regioni vinicole sudafricane è di 23 °C, con punte che possono arrivare fino a 40 °C nelle calde valli fluviali interne intorno ai fiumi Breede, Olifants e Orange. Sulla scala Winkler, la maggior parte delle regioni vinicole sudafricane sarebbero classificate come località della Regione III con somme termiche e gradi giorno simili alla regione vinicola californiana di Oakville nella Napa Valley. Le regioni più calde come Klein Karoo e Douglas rientrano rispettivamente nella Regione IV (simile alla Toscana) e nella Regione V (simile a Perth nell'Australia Occidentale). I nuovi impianti si concentrano in siti dal clima più fresco nelle regioni di Elgin e Walker Bay, caratterizzati come Regione II con temperature più vicine a quelle della Borgogna e del Piemonte.
Le regioni vinicole del Sudafrica si estendono su una vasta area che comprende le regioni del Western Cape e del Northern Cape, coprendo 500 chilometri da ovest a est e 680 chilometri da nord a sud. All'interno di questa vasta estensione si trova una grande varietà di macroclimi e tipi di terreno dei vigneti, influenzati dalla geografia unica della zona che comprende diverse catene montuose interne e valli. Solo nella regione di Stellenbosch, ci sono più di 50 tipi di terreno unici. In generale, i terreni del Sudafrica tendono a trattenere l'umidità e drenare bene, con una componente significativa di argilla (spesso almeno il 25% della composizione) e livelli di pH bassi intorno a 4. I livelli di pH del terreno vengono spesso corretti con trattamenti a base di calce e calcio. Altri tipi di terreno presenti in Sudafrica includono granito e arenaria a Constantia, scisto a Elgin e scisto arenaceo a Walker Bay. Vicino alle valli fluviali, i terreni sono particolarmente ricchi di calcare con un'alta percentuale di sabbia e scisto.

## Wine of Origin
Redatto nel 1973, il programma "Wine of Origin" (WO) stabilisce come vengono definite le regioni vinicole del Sudafrica e come possono apparire sulle etichette dei vini. Sebbene alcuni aspetti del WO siano stati presi in prestito dal sistema francese di Appellation d'Origine Contrôlée (AOC), il WO si preoccupa principalmente dell'accuratezza dell'etichettatura e non impone ulteriori regolamentazioni sulle regioni vinicole, come varietà consentite, metodi di allevamento, irrigazione e rese. Le regioni vinicole del sistema WO rientrano in una delle quattro categorie: le più grandi e generiche sono le unità geografiche (come la regione del Western Cape) che includono le regioni più piccole, ma comunque ben definite (come Overberg), seguite da distretti (come Walker Bay) e infine territori (come Elgin). La provincia del Capo Orientale è la regione vinicola più recente del Sudafrica. Mentre le unità geografiche, le regioni e i distretti sono in gran parte definiti da confini politici, i ward sono il livello di denominazione di origine più definito da caratteristiche uniche del terroir.

## Regioni vitivinicole

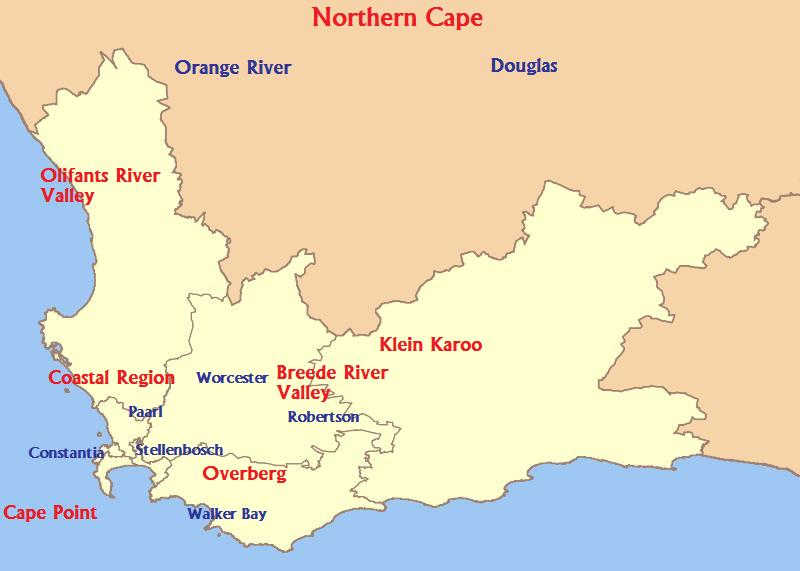
Posizione delle regioni vitivinicole in Sud Africa.

A partire dal 2003, il Sudafrica si collocava al 17º posto per superficie vitata, detenendo l'1,5% dei vigneti del mondo con 110.000 ettari (270.000 acri). La produzione annuale tra le regioni vinicole sudafricane si aggira solitamente intorno ai 10 milioni di ettolitri (264 milioni di galloni statunitensi), posizionando regolarmente il Paese tra i primi dieci produttori di vino al mondo. La maggior parte della produzione vinicola in Sudafrica avviene nella regione del Capo, in particolare nell'angolo sud-occidentale vicino alla zona costiera. Il cuore storico del vino sudafricano è sempre stata l'area vicino alla Penisola del Capo e all'odierna Città del Capo. Questa zona riveste ancora un ruolo di primo piano nel settore, ospitando le principali regioni vinicole di Constantia, Stellenbosch e Paarl. Oggi, il vino viene coltivato in tutto il Western Cape e in alcune parti del Northern Cape, KwaZulu-Natal e Eastern Cape. Le regioni fluviali lungo la Breede Valley, l'Olifants e l'Orange River sono tra le zone più calde e spesso ospitano la produzione di vino sfuso e la distillazione. Le regioni a clima più fresco a est di Città del Capo lungo la costa dell'Oceano Indiano, come Walker Bay ed Elgin, hanno visto una grande espansione e sviluppo negli ultimi anni, poiché i produttori sperimentano vitigni e stili di vino adatti a climi freschi.

### Constantia

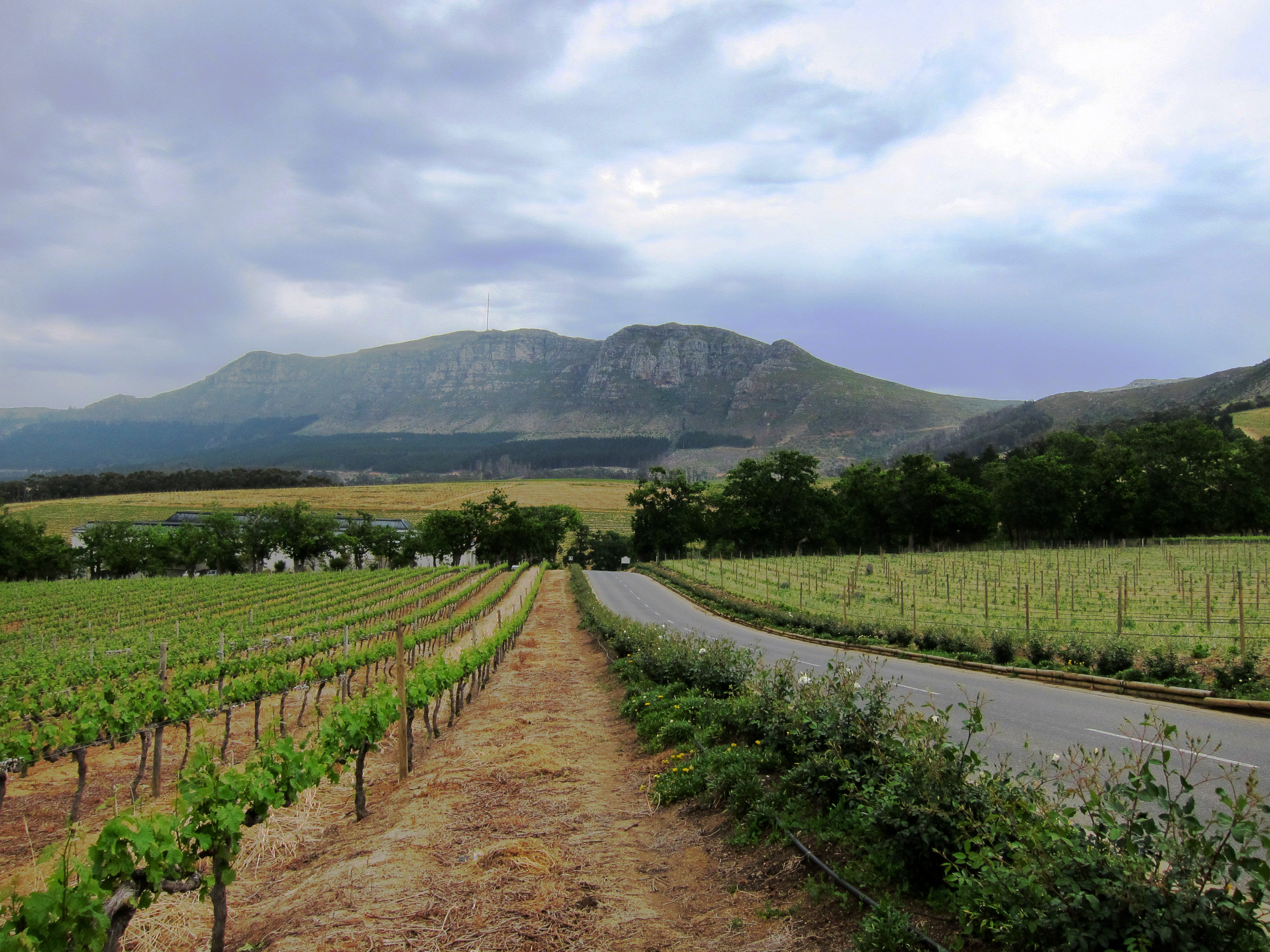
Groot Constantia, la più antica zona vitivinicola del Sud Africa.

La Constantia Valley si trova a sud di Città del Capo, sulla Penisola del Capo che sporge nell'Oceano Atlantico. Grazie alla sua posizione, la regione riceve influenze oceaniche da entrambi i lati che creano un effetto rinfrescante contribuendo a un periodo di maturazione lungo e lento in estate, dove le temperature medie giornaliere si aggirano tra i 18-19 °C . Gli inverni sono spesso moderati e miti, ma piovosi, con precipitazioni annuali generalmente superiori a 1.000 millimetri . Il terreno della regione è composto principalmente da arenaria di Table Mountain con alte concentrazioni di limo e granito. La zona coltiva un'ampia varietà di uve, con particolare rilievo per il Sauvignon Blanc. [7] L'area ospita oggi 11 aziende vinicole (Andrews, 2017). È la regione vitivinicola più antica del paese, con la tenuta Groot Constantia come azienda vinicola più antica. Un altro nome ben noto della regione è Klein Constantia, fondata nel 1685 dal governatore del Capo della VOC Simon van der Stel. La loro fama raggiunse l'apice quando Napoleone Bonaparte ordinò che ben 1.126 litri di vino di Constantia, "Vin de Constance", venissero spediti ogni anno in botti di legno a Longwood House, la sua residenza in esilio a Sant'Elena dal 1815 fino alla morte nel 1821.

### Stellenbosch

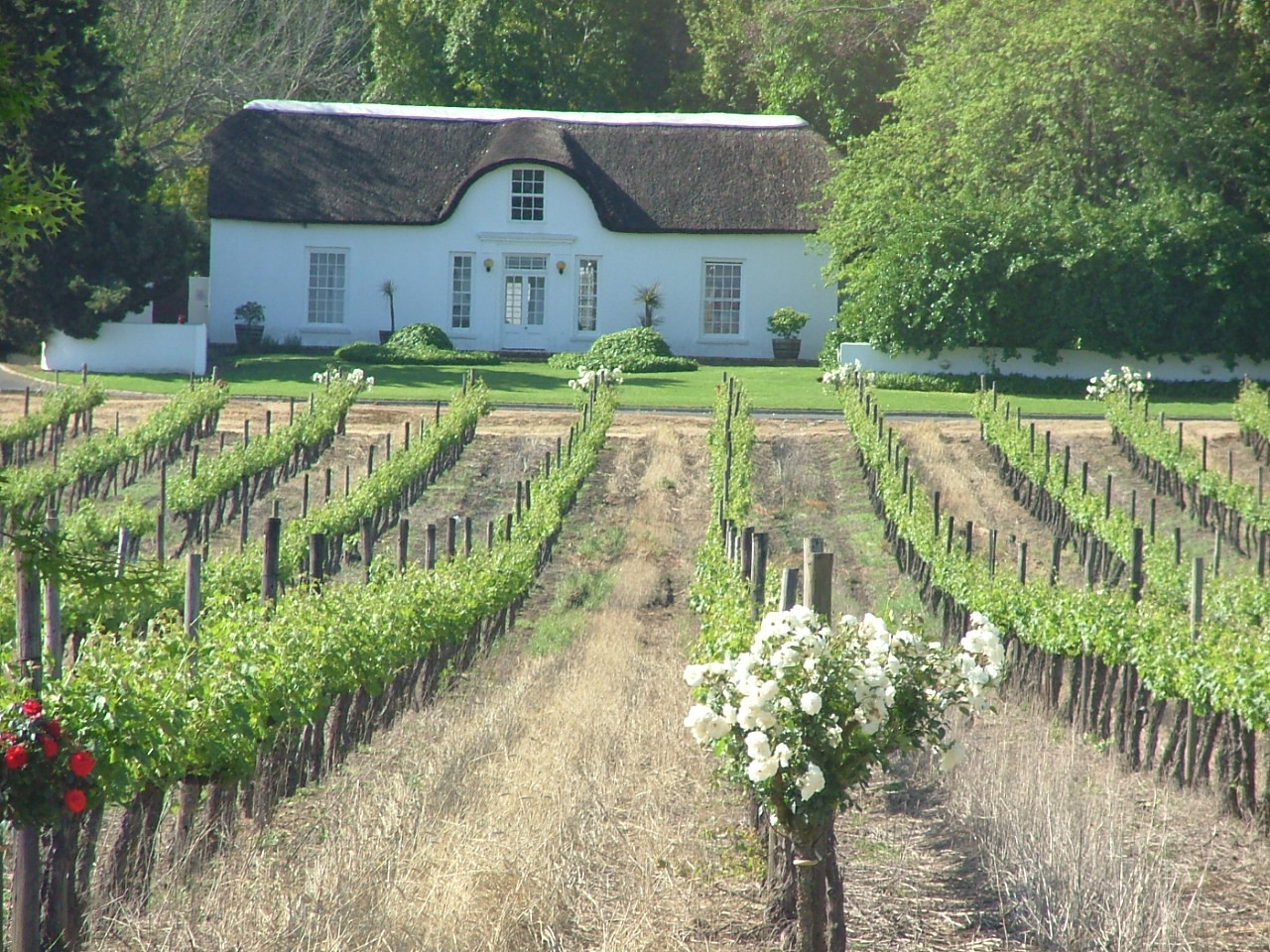
Un vigneto in Stellenbosch

Il distretto di Stellenbosch è la seconda regione vinicola più antica del Sudafrica, dopo Constantia, e contribuisce a circa il 14% della produzione annuale di vino del Paese. Fondata nel 1679, Stellenbosch si trova 45 chilometri a est di Città del Capo. La regione è circondata dalle montagne Helderberg, Simonsberg e Stellenbosch e risente in parte dell'influsso climatico della vicina False Bay. La baia mitiga il clima e mantiene le temperature medie durante la stagione estiva di crescita intorno ai 20 °C, leggermente più calde rispetto a Bordeaux. I terreni dei vigneti variano dal granito decomposto sulle colline vicino alle montagne al limo sabbioso alluvionale nelle valli vicino ai fiumi.
Le sette ward di Stellenbosch - Banghoek, Bottelary, Devon Valley, Jonkershoek Valley, Papegaaiberg, Polkadraai Hills e Simonsberg-Stellenbosch - sono rinomate per la produzione di vini rossi che mostrano una distinzione territoriale, in particolare Cabernet Sauvignon, Merlot, Pinotage e Shiraz. Simonsberg è stata la prima ward vitivinicola a ottenere un riconoscimento individuale. La produzione di vini bianchi si concentra su Chardonnay e Sauvignon blanc, spesso blendati insieme. Le zone occidentali di Stellenbosch, come Bottelary e vicino a Elsenburg, comprendono anche una porzione considerevole di impianti di Chenin blanc in aree ricche di terreni sabbiosi e leggeri.

### Paarl

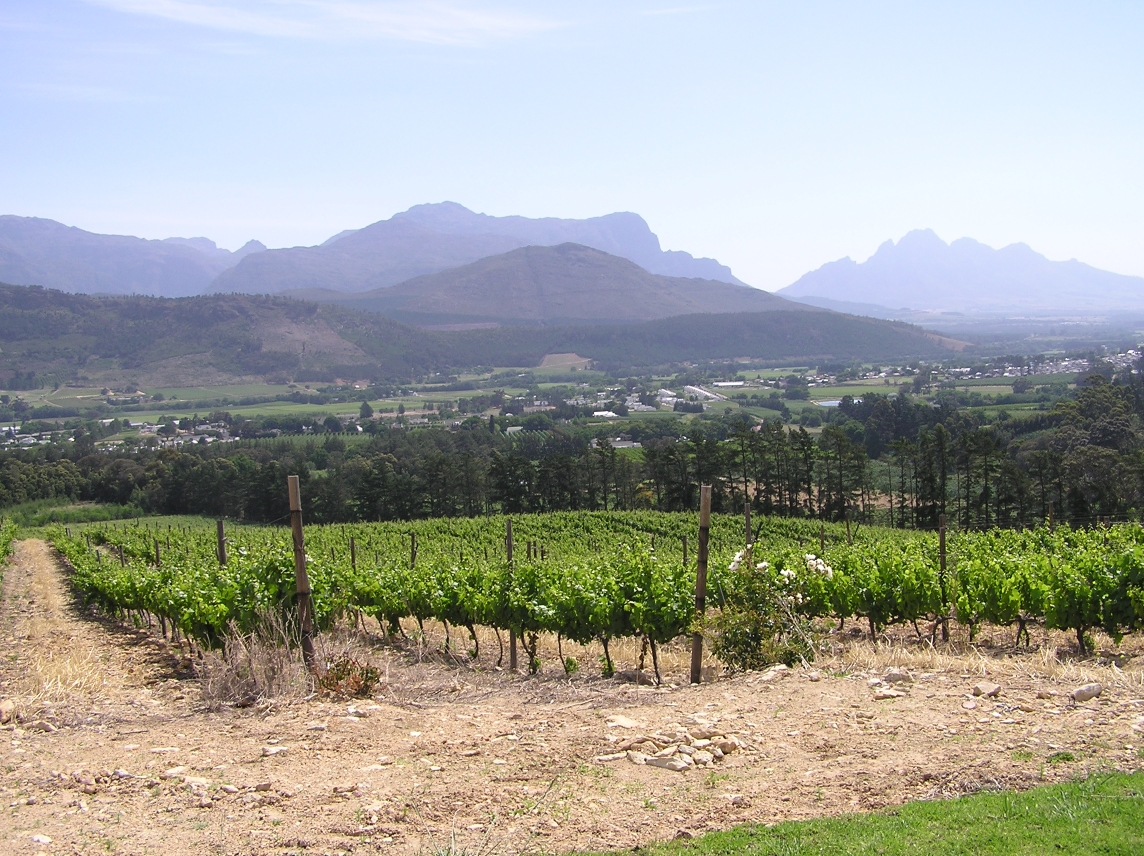
Vigneto a Paarl.

Per la maggior parte del XX secolo, Paarl è stata a tutti gli effetti il cuore dell'industria vinicola sudafricana. Ospitava la KWV e l'asta annuale del vino Nederburg, dove si poteva stabilire la reputazione di un'annata o di una tenuta. Gradualmente, l'attenzione si è spostata a sud verso Stellenbosch, dove l'Università di Stellenbosch ha acquisito un ruolo più importante nel settore del vino sudafricano con i suoi programmi di viticoltura ed enologia. Il trasferimento del potere dalla KWV a un'azienda privata ha ulteriormente allontanato l'attenzione da Paarl. Tuttavia, i vini di terroir delle sue ward, la Franschhoek Valley e Wellington, hanno ravvivato l'interesse per la zona negli ultimi anni.
Il vino fortificato prodotto a Paarl e nella vicina Tulbagh poteva essere designato con la denominazione di origine WO unica di Boberg, legata alla sua prossimità al fiume Berg. Questa classificazione è stata però revocata nel 2019 e non è più un'etichetta approvata.

#### Franschhoek Valley
La Franschhoek Valley fu fondata da coloni ugonotti che portarono con sé dalla Francia nativa le loro tradizioni e l'esperienza nella produzione vinicola. La ward comprende alcuni vigneti ad altitudini più elevate che possono produrre vini bianchi pieni di sapore con livelli di acidità evidenti.
Franschhoek sarà presto la prima regione vinicola del Sudafrica a creare un sistema di classificazione (Appellation Grand Prestige) per i suoi vini, con Semillon, Chardonnay e Cabernet Sauvignon identificati come i vitigni più affidabili della zona nel corso di diversi decenni.

### Breede River Valley

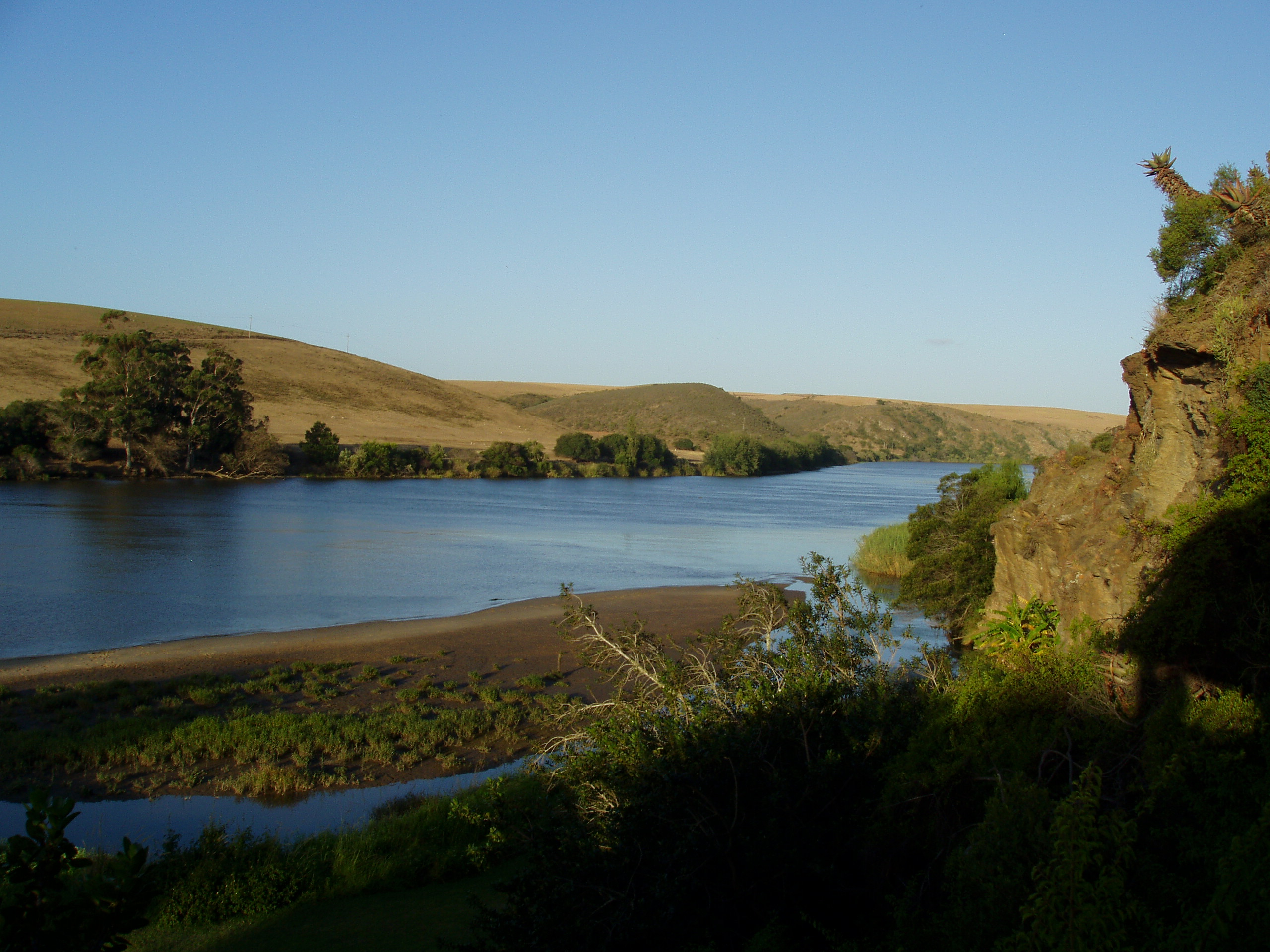
Il fiume Breede viene utilizzato per l'irrigazione delle regioni di Worcester e Robertson.

La Breede River Valley, situata a est delle montagne Drakenstein, è una regione dal clima caldo che può essere molto secca e arida in alcuni punti. Il fiume stesso facilita l'accesso all'irrigazione, rendendo comune la produzione di vino sfuso con varietà ad alta resa. Il distretto di Robertson si trova più vicino al fiume, su terreni alluvionali e con occasionali affioramenti di terreni ricchi di calcio. La precipitazione media annua è generalmente inferiore a 400 millimetri , rendendo l'irrigazione essenziale. Le temperature durante la stagione estiva di crescita si aggirano normalmente intorno ai 22 °C . La zona di Bonnievale è la sottoregione più importante di Robertson, nota per i suoi vini Chardonnay e Shiraz.
Il distretto di Worcester è responsabile di una produzione di vino maggiore di qualsiasi altra regione vinicola del Paese, con un quinto o un quarto dell'intera produzione annuale di vino sudafricano proveniente da questa zona. Situato appena oltre Du Toit's Peak nella Breede River Valley, Worcester comprende una vasta pianura fertile che dipende dall'irrigazione a causa del suo clima secco e arido. Le grandi e numerose cooperative della zona producono quantità considerevoli di vino fortificato, nonché vini da dessert a base di Moscato e Hanepoot. Negli ultimi anni, la zona di Slanghoek e il distretto di Breedekloof hanno avuto successo nella coltivazione di vini Sauvignon Blanc secchi e botrytizzati. Il distretto di Worcester ospita quasi la metà di tutto lo Semillon e un terzo del Ruby Cabernet piantati in Sudafrica, con impianti considerevoli di Colombard e Chenin blanc.

### Overberg
La regione fresca dell'Overberg è stata teatro del più recente interesse e sviluppo dell'industria vinicola sudafricana, in particolare con l'aumento degli impianti di Chardonnay e Pinot Nero. L'intera area ha ricevuto pochissima attenzione fino alla fine del XX secolo e non è stata nemmeno classificata nel 1973 all'interno del programma originale di "Wine of Origins". Il clima marittimo di Walker Bay e i vigneti freschi di alta quota di Elgin, situati a est di Città del Capo, hanno avuto successo nella produzione di questi vitigni, oltre al Sauvignon Blanc.

### Altre regioni
La regione di Klein Karoo (che significa Piccolo Karoo) ha un clima semi-desertico ed era conosciuta principalmente per l'allevamento di pecore e struzzi. La regione si estende da Montagu a ovest fino al villaggio di De Rust a est. A Calitzdorp le temperature elevate sono mitigate dalla brezza marina che inizia nel tardo pomeriggio e dalle fresche temperature notturne. [8] La produzione vinicola della zona si concentra principalmente su vini fortificati in stile porto e Moscatelli.
La regione della Costa Ovest influenzata dall'Atlantico comprende le zone vinicole di Durbanville, Olifants River, Piketberg e Swartland. Sebbene questa regione fosse storicamente conosciuta per la sua grande produzione di vino sfuso, negli ultimi anni i produttori si sono concentrati sulla produzione di vini di alta qualità, come gli impianti di Sauvignon blanc nella zona di Groenekloof vicino a Darling e Pinotage in terreni agricoli non irrigati dello Swartland. Nella regione del fiume Olifants, Chenin blanc e Colombard sono vitigni popolari. L'area ospita anche la più grande cantina cooperativa del Sudafrica: la Vredendal Co-operative.
Le regioni vinicole del Northern Cape situate lungo il fiume Orange includono le zone di produzione vinicola più calde del Sudafrica. La produzione vinicola qui ha tardato a decollare, rimandata agli anni '60 quando sono diventate disponibili migliori tecnologie di irrigazione e controllo della temperatura di fermentazione. Oggi, l'area è responsabile di quasi il 12% di tutto il vino prodotto in Sudafrica, principalmente da grandi cooperative per la produzione di vino sfuso. La regione di Hartswater, situata 80 chilometri a nord di Kimberley, è la regione vinicola più settentrionale del Sudafrica.
Il KwaZulu-Natal è stato designato come Unità Geografica nel 2005 ed è una delle regioni vinicole più recenti del Sudafrica. La prima azienda vinicola in questa regione è stata The Stables Wine Estate, e il primo vino a denominazione di origine della regione è stato rilasciato da Tiny e Judy van Niekerk nel luglio 2006. The Stables Wine Estate è fallita nel 2012. I vitigni attualmente coltivati con successo nella fiorente regione vinicola del KwaZulu-Natal sono: Sauvignon Blanc, Pinotage, Pinot Noir e Chardonnay. Con temperature estive miti, la regione vanta i vigneti più freschi del Sudafrica.
Il Capo Orientale è seguito a breve distanza grazie agli sforzi pionieristici di Ronnie e Janet Vehorn. Nel 2009, Harrison Hope Wine Estate è stata registrata come la prima azienda vinicola nella provincia del Capo Orientale del Sudafrica. L'azienda è entrata nuovamente nella storia con il suo Merlot 2009, diventando il primo vino certificato di tenuta mai prodotto nella regione del Capo Orientale.  Situata nelle montagne Amatola, questa zona gode di temperature elevate in estate con poca o nessuna umidità. Purtroppo, gelate tardive, grandine, piogge estive e antilopi didisco sono tra le condizioni più difficili per le uve da vino. I vitigni coltivati in questa regione includono: Chardonnay, Merlot, Petit Verdot, Pinotage, Sauvignon Blanc e Shiraz.

### Altri territori
Il territorio di Ruiterbosch, situato a sud-ovest di Klein Karoo vicino a Mossel Bay, ha un clima generalmente fresco influenzato principalmente dall'Oceano Indiano. La zona è coltivata principalmente a Riesling, Sauvignon Blanc e Pinot Nero.
I Cederberg, situati a est del corso meridionale del fiume Olifants, comprendono alcuni dei vigneti più alti del Sudafrica, piantati ad altitudini superiori ai 1.000 metri.

## Vitigni
In Sudafrica, le varietà d'uva sono chiamate "cultivar", e molte varietà internazionali diffuse hanno sviluppato sinonimi locali ancora fortemente utilizzati.  Tra questi troviamo:
- Chenin blanc (Steen)
- Riesling (fino a poco tempo fa conosciuto localmente come Weisser Riesling)[12]
- Crouchen (conosciuto come Cape Riesling)
- Palomino (l'uva dello Sherry spagnolo, conosciuta localmente come "White French")
- Trebbiano (Ugni Blanc)
- Sémillon (Groendruif)
- Muscat di Alexandria (Hanepoot)[13]

Tuttavia, i vini spesso esportati all'estero avranno in genere il nome più riconosciuto a livello internazionale sulla loro etichetta. Nel 2015, SAWIS (South African Wine Information and Systems) ha riportato che il Paese contava 100.146 ettari di vigneti, di cui circa il 55% piantati con varietà bianche. Il Chenin blanc è da tempo la varietà più diffusa, rappresentando ancora oltre il 18% di tutta la superficie vitata piantata in Sudafrica al 2015, anche se la sua quota complessiva sta lentamente diminuendo. Negli anni '80 e '90, l'interesse per i vitigni internazionali ha visto aumentare gli impianti di Chardonnay e Sauvignon blanc. Altre varietà di uva bianca con impianti significativi includono Colombard (scritto anche localmente come Colombar), Cape Riesling, Gewürztraminer, Hanepoot, Muscat Blanc à Petits Grains, Riesling e Sémillon. Sia i mutanti rossi che bianchi di Muscat Blanc à Petits Grains, così come Chenel e Weldra, due incroci di Chenin blanc e Ugni blanc, vengono utilizzati per la distillazione di brandy e la produzione di vino fortificato.
A partire dagli anni '90, gli impianti di uve a bacca rossa sono aumentati costantemente. Alla fine degli anni '90, meno del 18% di tutte le uve coltivate in Sudafrica erano rosse. Entro il 2009 quel numero era salito al 44%. Per la maggior parte del XX secolo, il Cinsaut ad alta resa era il vitigno rosso più diffuso, ma il cambio di focus verso la produzione di vino di qualità ha visto gli impianti di quest'uva diminuire costantemente fino a rappresentare solo il 2% di tutti i vigneti sudafricani nel 2009. Al suo posto, Cabernet Sauvignon, Shiraz e Pinotage hanno guadagnato importanza, con Cabernet Sauvignon come vitigno a bacca rossa più diffuso, coprendo il 12% di tutti gli impianti nel 2009. Altre varietà di uva rossa presenti in Sudafrica includono: Carignan, Gamay (spesso vinificato in stile Beaujolais con macerazione carbonica), Grenache, Petit Verdot, Cabernet Franc, Pontac, Ruby Cabernet, Tinta Barrocca e Zinfandel.
Esiste una vasta gamma di gruppi meno conosciuti che vengono utilizzati per alimentare la ancora solida industria nazionale di distillati e vini fortificati. Queste uve producono generalmente vini insipidi e neutri che si prestano bene all'assemblaggio e alla distillazione, ma raramente si vedono come imbottigliamenti varietali. Tra questi troviamo: Belies, False Pedro, Kanaän, Raisin blanc, Sultana e Servan.

## Vini
Le tradizioni vinicole del Sudafrica rappresentano spesso un'ibridazione tra la vinificazione del Vecchio Mondo e del Nuovo Mondo. Dalla fine dell'Apartheid, molti produttori lavorano per realizzare vini in "stile internazionale" che possano avere successo sul mercato mondiale. Enologi provenienti da Francia, Spagna e California hanno portato in Sudafrica nuove tecniche e stili. Negli anni '80 è diventato popolare l'utilizzo di botti di rovere per la fermentazione e l'invecchiamento. L'aggiunta di zucchero (chaptalisation) è illegale in Sudafrica in quanto il clima caldo del Paese consente già di raggiungere livelli di zucchero e alcol sufficienti per la produzione di vino. I produttori affrontano più spesso problemi legati a bassi livelli di acidità, che richiedono l'aggiunta di acidi supplementari come l'acido tartarico.
Oggi l'industria vinicola sudafricana si concentra sull'aumento della qualità della produzione, in particolare per quanto riguarda i vitigni rossi più esportabili e di moda. Tradizionalmente, i vini rossi sudafricani avevano la reputazione di essere corposi e dal gusto rustico. La parola Afrikaans "dikvoet", usata per descrivere questi vini, significa letteralmente "piede grosso". Nelle vigne, i coltivatori si sono concentrati sul controllo della resa per una migliore maturazione, mentre gli enologi hanno utilizzato tecniche moderne per creare vini più morbidi e corposi. La fermentazione a temperatura controllata e la fermentazione malolattica controllata sono diventate più diffuse, così come si è ridotta la dipendenza dalla filtrazione come metodo di stabilizzazione.

### Porto del Capo
L'industria vinicola sudafricana vanta una lunga tradizione nella produzione di vini fortificati, noti colloquialmente come "Porto del Capo" (sebbene il termine "Porto" sia protetto dall'Unione Europea e si riferisca esclusivamente ai vini della regione del Douro in Portogallo). Questi vini sono prodotti da una varietà di uve, come Shiraz e Pinotage, oltre a vitigni portoghesi come Tinta Barocca, Touriga Nacional, Souzão e Fernão Pires. Il grado alcolico minimo per questi vini deve essere compreso tra il 16,5% e il 22%. I numerosi stili di "Porto del Capo" presentano strette similitudini con i loro corrispettivi portoghesi e comprendono:
- Porto Bianco del Capo - Può essere prodotto da qualsiasi vitigno bianco (come Chenin blanc, Colombard o Fernão Pires) ad eccezione dei Moscati. Deve essere invecchiato in botti di legno per almeno sei mesi.
- Porto Rubino del Capo - Solitamente un uvaggio di diversi vini fruttati e corposi che sono stati invecchiati per almeno sei mesi in legno per ogni vino e per almeno un anno in totale per l'intero uvaggio.
- Porto Tawny del Capo - Un uvaggio invecchiato in legno abbastanza a lungo da acquisire un colore bruno rossiccio con un sapore morbido e leggermente nocciolato. È vietato miscelare Porto Rubino e Bianco per creare Porto Tawny.
- Porto Late Bottled Vintage (LBV) del Capo - Un vino prodotto da uve raccolte in una singola annata, invecchiato per almeno due anni in rovere e per un totale di tre-sei anni prima dell'imbottigliamento. Le leggi vitivinicole sudafricane richiedono che sulla etichetta del vino compaiano le diciture "Late Bottled Vintage" o "LBV" insieme all'annata e all'anno di imbottigliamento.
- Porto Vintage del Capo - Un vino prodotto da uve raccolte in una singola annata, invecchiato in legno e commercializzato con le diciture "Vintage Port" e l'anno dell'annata in etichetta.
- Porto Vintage Reserve del Capo - Un vino prodotto in un'annata riconosciuta dall'industria vinicola sudafricana o dalle pubblicazioni di settore come di qualità eccezionale. Il vino deve essere invecchiato per almeno un anno in rovere e venduto esclusivamente in bottiglie di vetro. Sulla etichetta del vino devono comparire le diciture "Vintage Reserve Port" e la data dell'annata.

### Vini fortificati e da dessert
Oltre ai vini in stile Porto, i produttori sudafricani elaborano anche vini "tipo Sherry" prodotti con il sistema di solera e un liquore unico a base di Muscat chiamato Jerepigo (o Jerepiko). Nel Jerepigo, l'acquavite viene aggiunta al mosto prima della fermentazione, lasciando il vino con un residuo zuccherino (RZ) di almeno 160 grammi per litro. La lunga tradizione sudafricana di vini liquorosi da vendemmia tardiva comprende i moderni vini Edel Laat-oes infettati da marciume nobile (conosciuto localmente come Edelkeur) e contenenti almeno 50 grammi di zucchero residuo per litro. I vini etichettati semplicemente come Laat-oes provengono da uve raccolte tardivamente, ma non infettate da botrytis. Questi vini devono avere un grado alcolico minimo del 10% e un residuo zuccherino compreso tra 10 e 30 grammi per litro. I vini con oltre 30 grammi di zucchero residuo possono essere chiamati Spesiale Laat-oes o "vendemmia tardiva speciale", il che potrebbe implicare l'utilizzo di uve parzialmente colpite da botrytis.

### Vini spumante
I vini spumanti in Sudafrica vengono prodotti sia con il Metodo Charmat che con il tradizionale Metodo Classico ("Champagne"). I primi vini prodotti con il Metodo Classico in Sudafrica provengono dalla tenuta Simonsig (a Stellenbosch) nel 1971. Per distinguere i vini spumanti sudafricani (e rispettare le normative dell'Unione Europea che proteggono il termine "Champagne" e champenois), i vini prodotti con questo metodo tradizionale di fermentazione in bottiglia vengono etichettati come Methode Cap Classique (o MCC). Questi vini sono stati tradizionalmente realizzati utilizzando Sauvignon Blanc e Chenin Blanc, ma negli ultimi anni si è visto un aumento dell'utilizzo delle uve da "Champagne" per eccellenza, ovvero Chardonnay, Pinot Noir e Pinot Meunier. Si possono trovare anche spumanti rossi prodotti con Pinotage.

### Etichetta
La legislazione sull'etichettatura sudafricana si concentra in gran parte sull'origine geografica, rientrando nell'ambito della normativa "Wine of Origin" (Vino a Denominazione di Origine). È possibile produrre vino designato da un singolo vigneto, a condizione che il vigneto sia registrato presso il governo e che tutte le uve utilizzate per la produzione del vino siano state coltivate in quel vigneto. Sebbene il termine "tenuta" non sia più considerato una denominazione di origine geografica, le cantine possono ancora etichettare i propri prodotti come "vini di tenuta" a condizione che tutte le uve siano state coltivate, e il vino sia stato vinificato e imbottigliato nella stessa proprietà. La South African Wine & Spirit Board gestisce un programma volontario che consente ai vini sudafricani di essere "certificati" per la qualità e l'accuratezza dell'etichettatura. Secondo questo processo di certificazione, un vino con annata deve essere composto da almeno l'85% di uve raccolte in quell'annata. Anche i vini varietali devono essere composti da almeno l'85% del vitigno indicato. I blend, come un uvaggio di Cabernet Sauvignon e Pinotage, possono avere entrambi i vitigni elencati in etichetta a condizione che i due vini siano stati vinificati separatamente. Un vino che è stato "co-fermentato", con entrambi i vitigni pigiati e vinificati insieme, come uno Shiraz-Viognier, non può elencare entrambi i vitigni. A partire dal 2006, circa il 35% delle cantine di Capo partecipava a questo programma volontario.